# Wiaczesław Erbes
Wiaczesław Iwanowicz Erbes (ros. Вячеслав Иванович Эрбес, ur. 14 kwietnia 1988) – kazachski piłkarz grający na pozycji pomocnika, reprezentant kraju.

## Kariera piłkarska

### Kariera klubowa
Erbes rozpoczął karierę w Wostoku Ust-Kamienogorsk, do którego dwukrotnie powracał. Grał też w klubach takich jak Lokomotiw Astana, Szachtior Karaganda, Akżajyk Orał i FK Maktaarał.

### Kariera reprezentacyjna
W reprezentacji Kazachstanu zadebiutował 11 lutego 2009 roku w meczu towarzyskim przeciwko Estonii. Rozegrał 7 spotkań.
| Mecze i gole w reprezentacji | Mecze i gole w reprezentacji | Mecze i gole w reprezentacji | Mecze i gole w reprezentacji | Mecze i gole w reprezentacji | Mecze i gole w reprezentacji | Mecze i gole w reprezentacji |
| Kazachstan                   | Kazachstan                   | Kazachstan                   | Kazachstan                   | Kazachstan                   | Kazachstan                   | Kazachstan                   |
| Lp.                          | Data                         | Miasto                       | Przeciwnik                   | Gol                          | Wynik                        | Rozgrywki                    |
| ---------------------------- | ---------------------------- | ---------------------------- | ---------------------------- | ---------------------------- | ---------------------------- | ---------------------------- |
| 1.                           | 11.02.2009                   | Aksu                         | Estonia                      |                              | 2:0                          | towarzyski                   |
| 2.                           | 06.06.2009                   | Ałmaty                       | Anglia                       |                              | 0:4                          | el. MŚ 2010                  |
| 3.                           | 10.06.2009                   | Kijów                        | Ukraina                      |                              | 1:2                          | el. MŚ 2010                  |
| 4.                           | 09.09.2009                   | Andora                       | Andora                       |                              | 3:1                          | el. MŚ 2010                  |
| 5.                           | 10.10.2009                   | Brześć                       | Białoruś                     |                              | 0:4                          | el. MŚ 2010                  |
| 6.                           | 14.10.2009                   | Astana                       | Chorwacja                    |                              | 1:2                          | el. MŚ 2010                  |
| 7.                           | 03.03.2010                   | Antalya                      | Mołdawia                     |                              | 0:1                          | towarzyski                   |

## Sukcesy i odznaczenia

### Sukcesy piłkarskie
Lokomotiw Astana
- zdobywca Pucharu Kazachstanu: 2010